# Сочице (Прибој)
Сочице је насеље у Србији у општини Прибој у Златиборском округу. Према попису из 2022. било је 140 становника.

## Демографија
У насељу Сочице живи 213 пунолетних становника, а просечна старост становништва износи 39,9 година (37,3 код мушкараца и 42,3 код жена). У насељу има 88 домаћинстава, а просечан број чланова по домаћинству је 3,05.
Ово насеље је углавном насељено Србима (према попису из 2002. године).
|  |

| Демографија | Демографија | Демографија |
| Година      | Становника  | Становника  |
| ----------- | ----------- | ----------- |
| 1948.       | 433         |             |
| 1953.       | 510         |             |
| 1961.       | 529         |             |
| 1971.       | 523         |             |
| 1981.       | 333         |             |
| 1991.       | 376         | 367         |
| 2002.       | 269         | 312         |

| Етнички састав према попису из 2002.‍ | Етнички састав према попису из 2002.‍ | Етнички састав према попису из 2002.‍ | Етнички састав према попису из 2002.‍ | Етнички састав према попису из 2002.‍ |
| ------------------------------------ | ------------------------------------ | ------------------------------------ | ------------------------------------ | ------------------------------------ |
|                                      |                                      |                                      |                                      |                                      |
| Срби                                 | Срби                                 |                                      | 204                                  | 75,83%                               |
| Бошњаци                              | Бошњаци                              |                                      | 52                                   | 19,33%                               |
| Црногорци                            | Црногорци                            |                                      | 13                                   | 4,83%                                |
| непознато                            | непознато                            |                                      | 0                                    | 0,0%                                 |

| Година пописа     | 1948. | 1953. | 1961. | 1971. | 1981. | 1991. | 2002. |
| ----------------- | ----- | ----- | ----- | ----- | ----- | ----- | ----- |
| Број домаћинстава | 84    | 91    | 88    | 87    | 71    | 93    | 88    |

| Број чланова      | 1  | 2  | 3  | 4  | 5  | 6 | 7 | 8 | 9 | 10 и више | Просек |
| ----------------- | -- | -- | -- | -- | -- | - | - | - | - | --------- | ------ |
| Број домаћинстава | 21 | 21 | 13 | 10 | 15 | 6 | 1 | 1 | 0 | 0         | 3,05   |

| Пол    | Укупно | Неожењен/Неудата | Ожењен/Удата | Удовац/Удовица | Разведен/Разведена | Непознато |
| ------ | ------ | ---------------- | ------------ | -------------- | ------------------ | --------- |
| Мушки  | 105    | 37               | 63           | 5              | 0                  | 0         |
| Женски | 121    | 23               | 63           | 32             | 3                  | 0         |
| УКУПНО | 226    | 60               | 126          | 37             | 3                  | 0         |

| Пол    | Укупно                    | Пољопривреда, лов и шумарство | Рибарство                            | Вађење руде и камена | Прерађивачка индустрија       |
| ------ | ------------------------- | ----------------------------- | ------------------------------------ | -------------------- | ----------------------------- |
| Мушки  | 59                        | 37                            | 0                                    | 0                    | 6                             |
| Женски | 38                        | 29                            | 0                                    | 0                    | 0                             |
| УКУПНО | 97                        | 66                            | 0                                    | 0                    | 6                             |
| Пол    | Производња и снабдевање   | Грађевинарство                | Трговина                             | Хотели и ресторани   | Саобраћај, складиштење и везе |
| Мушки  | 2                         | 0                             | 1                                    | 0                    | 2                             |
| Женски | 1                         | 0                             | 1                                    | 0                    | 1                             |
| УКУПНО | 3                         | 0                             | 2                                    | 0                    | 3                             |
| Пол    | Финансијско посредовање   | Некретнине                    | Државна управа и одбрана             | Образовање           | Здравствени и социјални рад   |
| Мушки  | 0                         | 0                             | 6                                    | 5                    | 0                             |
| Женски | 0                         | 0                             | 0                                    | 4                    | 2                             |
| УКУПНО | 0                         | 0                             | 6                                    | 9                    | 2                             |
| Пол    | Остале услужне активности | Приватна домаћинства          | Екстериторијалне организације и тела | Непознато            | Непознато                     |
| Мушки  | 0                         | 0                             | 0                                    | 0                    | 0                             |
| Женски | 0                         | 0                             | 0                                    | 0                    | 0                             |
| УКУПНО | 0                         | 0                             | 0                                    | 0                    | 0                             |